# Való Világ 6
A Való Világ 6 a Való Világ reality műsor hatodik szériája és a sorozat első része, ami már nem az RTL-en, hanem az RTL Kettő-n kerül vetítésre. A show 2014. január 12-én kezdődött, közel két évvel az előző évad fináléja után.
Az előző szériához képest az egyik műsorvezető személye is megváltozott, a hatodik évad házigazdái Lilu és Istenes Bence. A korábbi években megszokott BeleValóVilág című háttérműsor csak a játék indulása után 3 héttel került műsorra, a napi összefoglalót követő idősávban, Csobot Adél és Rácz Béla (VV4 Béci) vezetésével.
A műsor május 11-én Aurelio győzelmével ért véget.

## A műsor menete

### Változások
A Való Világ hatodik szériájának legnagyobb újítása, hogy a nézői szavazás alapját immáron nem az SMS-ek, hanem egy okostelefonra fejlesztett alkalmazáson keresztül leadott – díjmentes – voksok adják. Érdekessége, hogy a leadott szavazatot módosítani lehetett, ha a műsor nézőjének változott a véleménye.
A korábbiaktól eltérően, ezúttal beszavazóshow nélkül jutottak be a játékosok a Villába. A játék során lezajlott nézői szimpátiaszavazás alapján történt kiesés, valamint kizárás is, ennek köszönhetően az új lakókkal együtt sem tartózkodtak 12-nél többen a Villában egyszerre.
A kihívás során – az alkalmazás segítségével történő szavazást megkönnyítendő – a kihívott félre immáron nem zöld, hanem kék színű kendő került. A védettséget jelző kendő színe továbbra is a lila maradt.

### Villalakók
| Név                                   | Kor | Kategória  | Lakhely     | Foglalkozás                 | Beköltözés ideje  |
| ------------------------------------- | --- | ---------- | ----------- | --------------------------- | ----------------- |
| Aurelio (Caversaccio Aurelio Onorato) | 23  | Szájhős    | Baja        | tolmács, életművész, bűnöző | 2014. január 12.  |
| Alexa (Bencze Alexandra)              | 22  | Érzékeny   | Budapest    | tanuló, hostess             | 2014. január 12.  |
| Charlotte (Aradi Sarolta)             | 26  | Férfifaló  | Budapest    | hostess, aerobikedző        | 2014. január 12.  |
| Simon (Kató Simon)                    | 26  | Csodabogár | Ibrány      | egyetemi hallgató           | 2014. január 12.  |
| Zsolt (Kelemen Zsolt)                 | 21  | Macsó      | Budapest    | pultos, statiszta           | 2014. január 12.  |
| Iza (Koch Izabella)                   | 20  | Jó csaj    | Budapest    | tanuló, modell              | 2014. január 12.  |
| Józsi (Koszti József - Nagy Félix)    | 18  | Gyúrós     | Békéscsaba  | munkanélküli                | 2014. január 13.  |
| Dorka (Koncsik Dorottya)              | 20  | Céltudatos | Nagykörű    | hostess                     | 2014. január 14.  |
| Laci (Laki László)                    | 41  | Örökifjú   | Szombathely | logisztikus, értékesítő     | 2014. január 15.  |
| Teo (Valentik Teodóra)                | 22  | Bevállalós | Budapest    | pincér, pultos              | 2014. január 16.  |
| Viki (Pácz Viktória Anna)             | 23  | Nagyszájú  | Tatabánya   | értékesítő                  | 2014. január 17.  |
| Zsófi (Tóth Zsófia)                   | 21  | Cuki       | Budapest    | tanuló, hostess             | 2014. január 22.  |
| Krisztián (Bata Krisztián)            | 21  | Őszinte    | Hajdúnánás  | felszolgáló                 | 2014. január 22.  |
| Dávid (Proczeller Dávid)              | 28  | Laza       | Mocsa       | egyetemi hallgató           | 2014. február 1.  |
| Ádám (Szirmai Ádám)                   | 23  | Jóvágású   | Tahitótfalu | favágó                      | 2014. február 25. |

### Kiválasztás
| Villalakók   | 0.                               | 1.                           | 2.                                | 3.                             | 4.                              | 5.                                | 6.                          | 7.                                  | 8.                          | 9.       | Státusz                                     |
| Villalakók   | 2014                             | 2014                         | 2014                              | 2014                           | 2014                            | 2014                              | 2014                        | 2014                                | 2014                        | 2014     | Státusz                                     |
| Villalakók   | január 22.                       | január 26.                   | február 9.                        | február 23.                    | március 9.                      | március 23.                       | április 6.                  | április 20.                         | április 30.                 | május 6. | Státusz                                     |
| ------------ | -------------------------------- | ---------------------------- | --------------------------------- | ------------------------------ | ------------------------------- | --------------------------------- | --------------------------- | ----------------------------------- | --------------------------- | -------- | ------------------------------------------- |
| Aurelio      | 18,17%                           | Simon                        | Dávid                             | Iza                            | Ádám                            | Iza                               | Krisztián                   | Zsófi                               | Krisztián                   | Iza      | Győztes (119 napot töltött a Villában)      |
| Zsófi        | Még nem volt játékban            | Charlotte                    | Teo                               | Aurelio                        | Aurelio                         | Charlotte                         | Teo                         | Teo                                 | Aurelio                     | Iza      | 2. helyezett (109 napot töltött a Villában) |
| Viki         | 6,0%                             | Teo                          | Józsi                             | Charlotte                      | Teo                             | Iza                               | Teo                         | Teo                                 | Iza                         | Iza      | 3. helyezett (114 napot töltött a Villában) |
| Iza          | 4,73%                            | Zsolt                        | Aurelio                           | Charlotte                      | Zsolt                           | Charlotte                         | Zsolt                       | Teo                                 | Aurelio                     | Zsófi    | Kiszavazva (118 napot töltött a Villában)   |
| Krisztián    | Még nem volt játékban            | Laci                         | Dávid                             | Charlotte                      | Ádám                            | Teo                               | Zsolt                       | Teo                                 | Iza                         |          | Kiszavazva (102 napot töltött a Villában)   |
| Teo          | 3,14%                            | Zsófi                        | Dávid                             | Zsófi                          | Krisztián                       | Zsófi                             | Krisztián                   | Zsófi                               |                             |          | Kiszavazva (101 napot töltött a Villában)   |
| Zsolt        | 10,05%                           | Teo                          | Charlotte                         | Iza                            | Ádám                            | Iza                               | Krisztián                   |                                     |                             |          | Kiszavazva (91 napot töltött a Villában)    |
| Charlotte    | 3,21%                            | Zsófi                        | Dávid                             | Krisztián                      | Aurelio                         | Iza                               |                             |                                     |                             |          | Kiszavazva (77 napot töltött a Villában)    |
| Ádám         | Még nem volt játékban            | Még nem volt játékban        | Még nem volt játékban             | Még nem volt játékban          | Krisztián                       |                                   |                             |                                     |                             |          | Kiszavazva (19 napot töltött a Villában)    |
| Dorka        | 6,93%                            | Laci                         | Dávid                             | Charlotte                      |                                 |                                   |                             |                                     |                             |          | Kiszavazva (47 napot töltött a Villában)    |
| Józsi        | 4,62%                            | Iza                          | Dávid                             |                                |                                 |                                   |                             |                                     |                             |          | Feladta (40 napot töltött a Villában)       |
| Dávid        | Még nem volt játékban            | Még nem volt játékban        | Viki                              |                                |                                 |                                   |                             |                                     |                             |          | Kiszavazva (15 napot töltött a Villában)    |
| Laci         | 3,92%                            | Krisztián                    |                                   |                                |                                 |                                   |                             |                                     |                             |          | Kiszavazva (18 napot töltött a Villában)    |
| Simon        | 36,16%                           | Aurelio                      |                                   |                                |                                 |                                   |                             |                                     |                             |          | Kizárva (19 napot töltött a Villában)       |
| Alexa        | 3,07%                            |                              |                                   |                                |                                 |                                   |                             |                                     |                             |          | Kiszavazva (10 napot töltött a Villában)    |
|              |                                  |                              |                                   |                                |                                 |                                   |                             |                                     |                             |          |                                             |
| Védett       |                                  | Józsi                        | Krisztián                         | Viki Ádám                      | Charlotte                       | Aurelio                           | Iza                         | Krisztián Viki                      |                             |          |                                             |
| Kiválasztott | Laci                             | Dávid                        | Charlotte                         | Ádám                           | Iza                             | Krisztián                         | Teo                         | Aurelio                             | Iza                         |          |                                             |
| Kihívott     | Krisztián                        | Viki                         | Dorka                             | Aurelio                        | Charlotte                       | Zsolt                             | Zsófi                       | Krisztián                           | Zsófi                       |          |                                             |
| Párbaj       | február 2.                       | február 16.                  | március 2.                        | március 16.                    | március 30.                     | április 13.                       | április 27.                 | május 4.                            | május 10.                   |          |                                             |
| Párbaj       | Laci (48,32%) Krisztián (51,68%) | Dávid (43,05%) Viki (56,95%) | Charlotte (58,45%) Dorka (41,55%) | Ádám (20,79%) Aurelio (79,21%) | Iza (66,56%) Charlotte (33,44%) | Krisztián (60,62%) Zsolt (39,38%) | Teo (24,59%) Zsófi (75,41%) | Aurelio (53,66%) Krisztián (46,34%) | Iza (42,37%) Zsófi (57,63%) |          |                                             |
| Kiszavazott  | Alexa                            | Laci                         | Dávid                             | Dorka                          | Ádám                            | Charlotte                         | Zsolt                       | Teo                                 | Krisztián                   | Iza      |                                             |

### Finálé

#### A végeredmény
| Finalista | Eredmény | Eredmény    | Státusz      |
| Finalista | Első kör | Második kör | Státusz      |
| --------- | -------- | ----------- | ------------ |
| Aurelio   | 42,84%   | 50,25%      | Győztes      |
| Zsófi     | 30,15%   | 49,75%      | 2. helyezett |
| Viki      | 27,01%   |             | 3. helyezett |

#### Az est menete
A Finálé 2014. május 11-én került megrendezésre, ahol Aurelio, Viki és Zsófi küzdött a főnyereményért.
Az estét a ByTheWay fellépése nyitotta. Az utolsó nap összefoglalóját követően lezárták a szavazást. A legkevesebb szavazatot (az összes szavazat 27,01%-át) Viki kapta.
A két versenyben maradt játékos kiment a stúdióba, ahol kisfilmeket mutattak be a Villában töltött életükről. Ezt követően ismét visszatértek a Villába. További kisfilmek után lezárták a szavazást. Az eredményhirdetéskor Zsófi a szavazatok 49,75%-át kapta, így a Való Világ hatodik szériáját végül Aurelio nyerte 50,25%-kal. Nyereménye egy éven át havi 1 millió forint, egy lakás és egy autó.

## Készítése
A műsor helyszínéül az előző két szériában megismert kupola adott helyet, mely Budapesten a Nagytétényi úti Campona áruház mellett található.
Első alkalommal fordult elő, hogy a játék ideje alatt országgyűlési választásokat tartanak. A villalakók állampolgári joga, hogy szavazhattak a számukra kijelölt egyik budafoki szavazókörzetben. 2014. április 6-án, a még bent lakó hét játékosból négyen éltek a szavazás lehetőségével. A szavazóhelyiségig egyenként, sötétített üveges kisbuszokban szállították a lakókat.

### Adásidő
A műsor este 22:00-kor kerül adásba, 16-os korhatárral.

### Tematikus hetek
- Munkahét[10]
- Iskolahét[11]
- Pöttyös-csíkos hét[12]
- Papás-mamás hét[13]
- Olimpiai hét[14]
- Fitt hét
- X-Faktor hét[15]
- Vacsoracsata hét